# ولگشتی
ولگشتی (به لاتین: Velgošti) یک منطقهٔ مسکونی در جمهوری مقدونیه است که در Ohrid Municipality واقع شده‌است.